# Ortoptist
En ortoptist arbetar tillsammans med en ögonläkare och undersöker, diagnostiserar och behandlar barn med glasögonbehov, ensidiga synnedsättningar (på grund av olika brytningsfel mellan ögonen, eller skelning) samt barn och vuxna med skelning, samsynsbesvär och neurologiska ögonbesvär, till exempel nystagmus (ögondarr) eller ögonmuskelförlamningar. Ortoptisten arbetar också med synscreening, för att finna synfel/skelning hos barn så tidigt som möjligt för en bra prognos.
Majoriteten av patienterna är barn men andelen vuxna ökar på grund av ökade synkrav vid dataarbete och större läsmängder.
I Europa är ortoptistutbildningen en treårig eftergymnasial utbildning. International Orthoptic Association (IOA) arbetar bland annat med utbildning, forskning och godkänner både den Nordiska och den Europeiska Ortoptistutbildningen.

## Ortoptister i Sverige
På 1960-talet började ortoptister arbeta i Sverige och på 70-talet startade den första svenska ortoptistutbildning som blev samnordisk. Ortoptistutbildningen är i dag en universitetsutbildning som bygger på en magisternivå som ögonsjuksköterska alternativt magisteroptiker och därefter ytterligare en ettårig påbyggnadskurs i ortoptik. Kursen finns från och med hösten 2021 på Göteborgs universitet. 
Ortoptisten arbetar självständigt på ögonmottagningar eller privat, i ett nära samarbete med ögonläkare. Ortoptisten kan också arbeta på neurologiska mottagningar, syncentraler och på rehabiliteringsenheter. Flera ortoptister arbetar också vetenskapligt med forskning inom ögon och neurologi. Arbetet med synscreening sker på barnavårdscentralerna.
Majoriteten av Sveriges cirka 130 ortoptister är medlemmar i Svenska Ortoptisters ideella förening (SIOF) som är medlem i International Orthoptic Association (IOA). SIOF är också representerade i Orthoptistes de la Communauté Européenne (OCE).